# Кубань (авиакомпания)
Авиакомпания «Кубань» (юридическое название — ОАО «Авиационные линии Кубани») — российская авиакомпания, базировавшаяся в международном аэропорту Краснодар.  Авиакомпания выполняла регулярные и чартерные рейсы в города России, СНГ, дальнего зарубежья, осуществляла перевозку пассажиров, грузов и почты.
10 декабря 2012 года было объявлено о банкротстве авиакомпании и прекращении полётов со следующего дня, 11 декабря 2012 года.

## История
Зарождение краснодарской авиации началось в 1932 году, когда неподалёку от центральной усадьбы совхоза «Пашковский» приземлилось семь самолетов По-2, а уже год спустя была основана Пашковская сельскохозяйственная авиабаза.  В июне 1934 года на Кубани был создан первый авиаотряд, занимавшийся авиаперевозками и заказными рейсами в города и населенные пункты Краснодарского края. В период Великой Отечественной войны летчики Краснодарского авиаотряда осуществляли эвакуацию раненых, доставляли на фронт боеприпасы и горюче-смазочные материалы. В послевоенный период возобновились все ранее освоенные маршруты, а во многих населенных пунктах Краснодарского края открылись порты местных воздушных линий, которых не существовало до войны.
С 1946 года Краснодарский аэропорт начал принимать самолеты Ли-2, а с 1948 года — Ил-14. В 1960 году впервые Краснодарский аэропорт  принял авиалайнер Ил-18, это стало возможно благодаря завершению строительства первой бетонированной взлетно-посадочной полосы и двухэтажного аэровокзала. Первым реактивным пассажирским лайнером, совершившим посадку в столице Кубани, стал Ту-124, это произошло в 1964 году. В конце восьмидесятых годов Краснодарский авиаотряд стал получать новые советские авиалайнеры Як-42, одновременно с этим было завершено сооружение второй бетонированной взлётно-посадочной полосы. В 1993 году Краснодарский авиаотряд был преобразован в ОАО «Авиационные линии Кубани». В 2000-х годах компания вошла в состав Авиационного сектора компании «Базовый элемент». В мае 2010 года авиакомпания начала процесс ребрендинга, часть самолётов были украшены подсолнухами — символом Кубани. Идея принадлежит английскому дизайн–бюро Honour Branding, а адаптировало новшества краснодарское рекламное агентство Ruport. 

Парк авиакомпании пополнился тремя воздушными судами типа Boeing 737—300, что позволило расширить  географию полетов и сделать перелеты более комфортными. 2 июля 2010 года компания представила свой новый бренд: «Авиакомпания „Кубань“».
«Авиакомпания „Кубань“» 16 июня 2011 года заключила договор с OH Aircraft Limited (Ирландия) о поставке в лизинг трех самолётов Airbus A319.
Авиакомпания «Кубань» прекратила операционную деятельность и полеты своих воздушных судов с 11 декабря 2012 года, в 2013 году состоялся последний полет авиакомпании

## Операционная деятельность
Компания предлагала перелёты по 18 направлениям России и зарубежья (данные лета 2012 года).
В 2009 году суммарная выручка составила 3 385 392 000 рублей, в 2010 — 3 371 913 000 рублей, в 2011 — 4 070 725 000 рублей.
ОАО «Авиационные линии Кубани» объявило об остановке операционной деятельности и прекращении полетов с полуночи 11 декабря 2012 г.
«Основной причиной остановки деятельности является тяжелая финансовая ситуация и невозможность соблюдения ряда положений новых Федеральных авиационных правил „Сертификационные требования к физическим лицам, юридическим лицам, осуществляющим коммерческие воздушные перевозки“ (ФАП-11), вступивших в силу в конце ноября 2012 г.», — отмечается в сообщении «Кубани».

## Маршрутная сеть авиакомпании «Кубань»
Авиакомпания "Кубань" базировала свои воздушные суда в городах: Москва (Внуково), Краснодар (Пашковский), Сочи.
| Аэропорт                    | Пункты назначения                                                                                            |
| --------------------------- | --- |
| «Пашковский» (Краснодар)    | Москва (Внуково), Санкт-Петербург, Сочи, Дубай, Ереван, Стамбул, Тель-Авив + чартерные рейсы, Самсун, Самара |
| «Внуково» (Москва)          | Краснодар, Сочи, Калининград, Нальчик, Челябинск + чартерные рейсы                                           |
| «Большое Савино» (Пермь)    | Москва (Внуково), Краснодар, Дубай + чартерные рейсы                                                         |
| «Пулково» (Санкт-Петербург) | Краснодар |
| «Нальчик» (Нальчик)         | Москва (Внуково)                                                                                             |
| «Баландино» (Челябинск)     | Москва (Внуково)                                                                                             |
| «Храброво» (Калининград)    | Москва (Внуково)                                                                                             |
| «Сочи» (Сочи)               | Краснодар, Москва (Внуково)                                                                                  |

## Флот

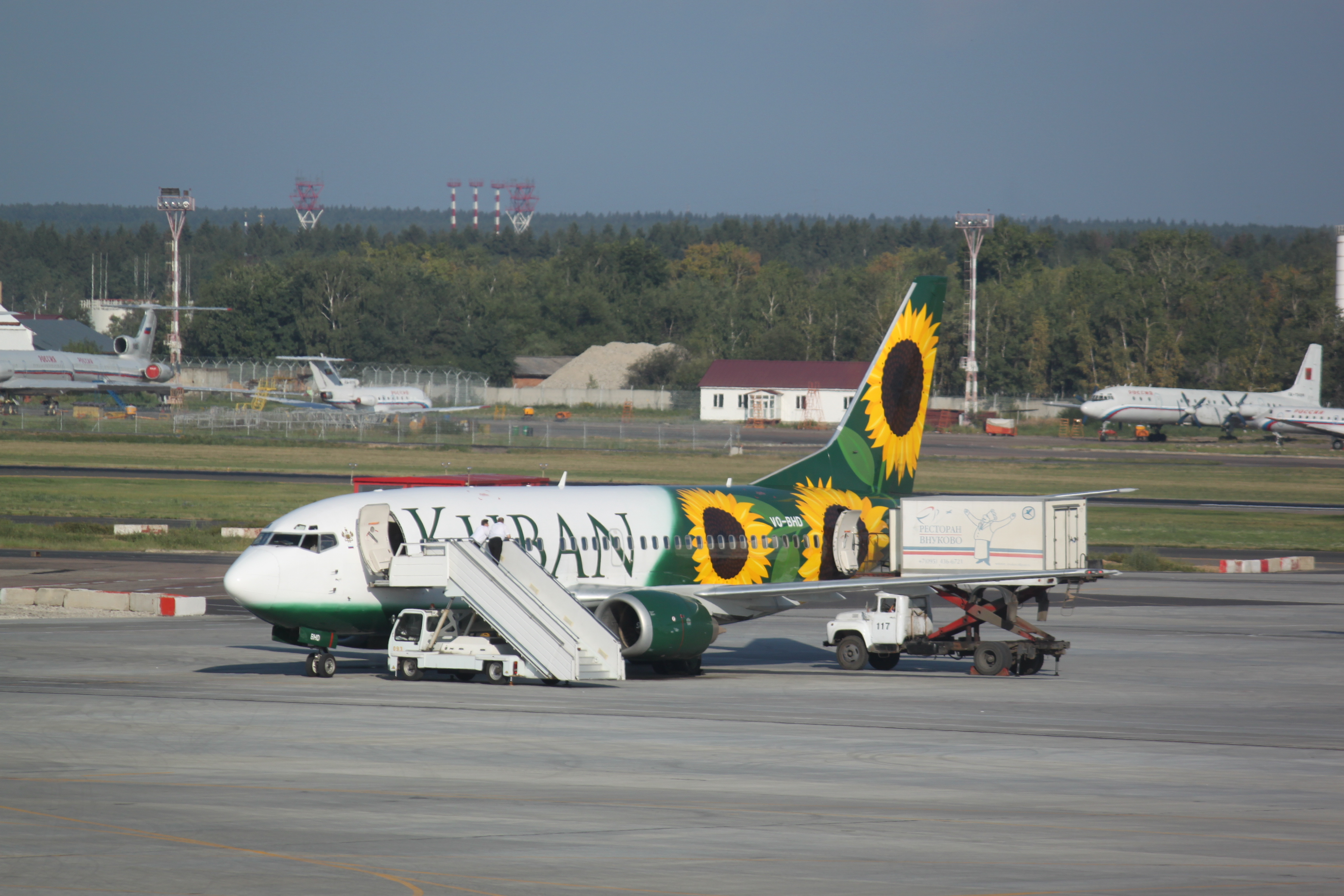
Boeing 737 в аэропорту Пашковский

Ранее авиакомпания прекратила эксплуатацию самолётов типа Ту-154, Ан-24, Boeing 737-300 в раскраске подсолнухов и Як-42 (RA-42350, RA-42331, RA-42363, RA-42367, RA-42375, RA-42386, RA-42406, RA-42421).

## Основные факты
Авиакомпания "Кубань (ОАО «Авиационные линии Кубани») в 2009 году перевезли 550 тыс. пассажиров, что на 27 600 человек меньше, чем по итогам 2008 года. Выручка за 2009 год составила 3,4 млрд руб, а чистый убыток — 213 млн руб.
«Авиационные линии Кубани» стали лауреатом премии «Кубанский транспортный Олимп» в номинации «Ведущее авиапредприятие Юга России», как предприятие, внесшее наиболее весомый вклад в развитие транспортного комплекса Кубани.
За 12 месяцев 2011 года «Кубань» перевезла 900 364 пассажира, увеличив объём перевозок по сравнению с 2010 годом на 35 %. На международных направлениях авиакомпания перевезла более 239 тысяч человек, что на 82 % больше, чем в 2010 году. На внутренних воздушных линиях было перевезено более 660 тысяч пассажиров, больше чем в прошлом году на 23,5 %. Пассажирооборот авиакомпании в 2011 году возрос на 40,7 % и составил 1 369 741 пассажиро-километров. Коэффициент занятости кресел в 2011 году также вырос на 17,8 процентных пункта, достигнув показателя 72 %.
В июне 2012 года в Ространснадзор стали поступать жалобы пассажиров на то, что компания отменила регулярные рейсы из Москвы в Екатеринбург и Владикавказ, не предоставив пассажирам альтернативы.
В марте 2013 года Росавиация аннулировала сертификат эксплуатанта ОАО «Авиационные линии Кубани».